# Konrad Knoll
Konrad Knoll (Bad Bergzabern, 9 settembre 1829 – Monaco di Baviera, 14 giugno 1899) è stato uno scultore tedesco.
Era professore all'università tecnica di Monaco di Baviera.
Tra le sue opere:
- Fontana del Pesce a Monaco
- Statua monumentale di Enrico il Leone, sulla facciata del vecchio municipio a Monaco
- Statua monumentale di Ludovico il Bavaro, sulla facciata del vecchio municipio a Monaco

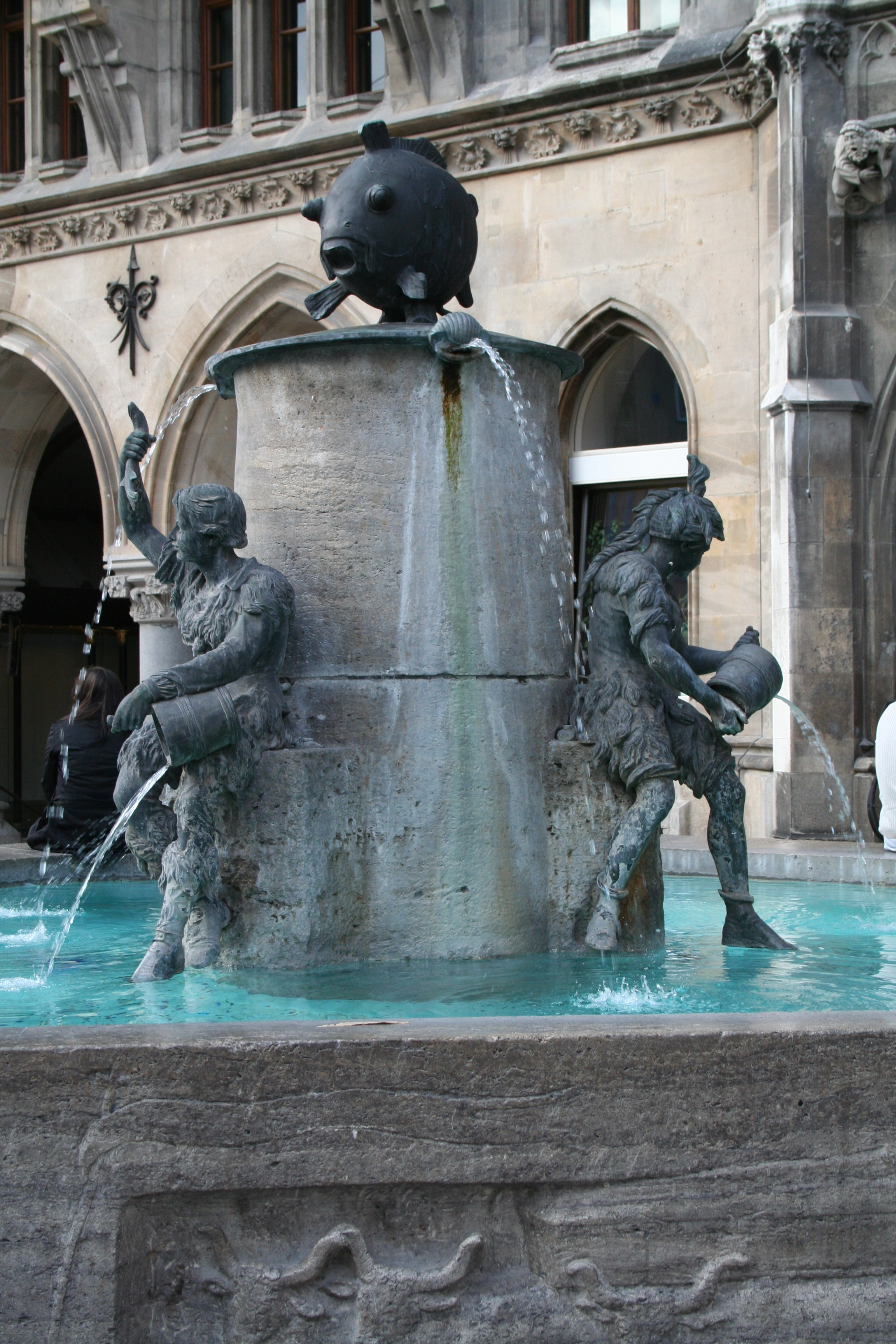
Fontana del Pesce
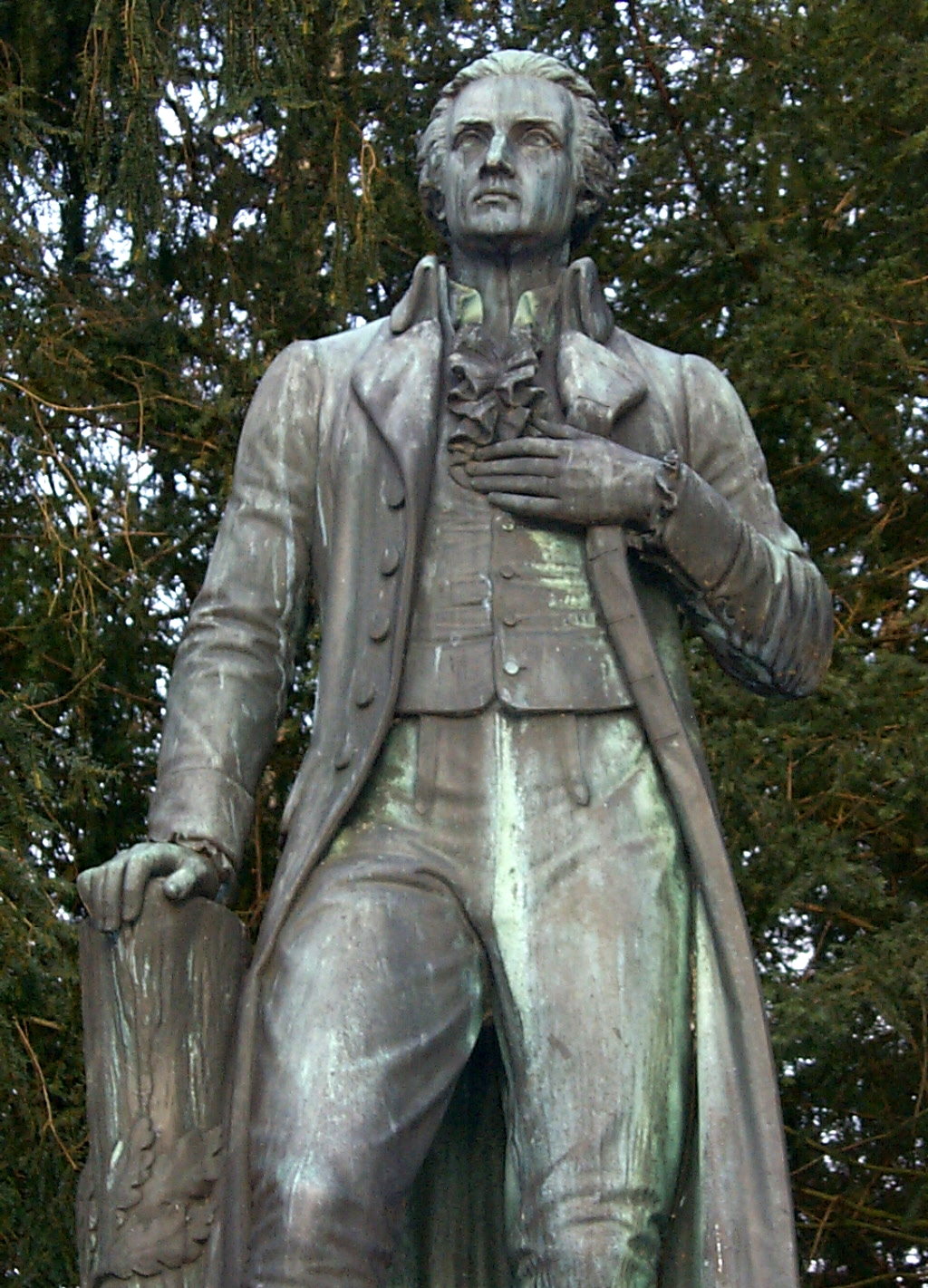
Statua di Johann Philipp Palm a Braunau am Inn